# Constantin Grecu
Constantin Grecu (* 8. Juni 1988 in Craiova) ist ein rumänischer ehemaliger Fußballspieler auf der Position des Außenverteidigers.

## Karriere
Grecu begann im Jahr 1995 mit dem Fußballspielen in der Fußballschule von Gheorghe Popescu. Im Jahr 2007 wechselte er zu Energia Rovinari in die Liga III, ehe ihn zu Beginn des Jahres 2008 Erstligist Pandurii Târgu Jiu verpflichtete. Dort kam er zunächst nur auf wenige Einsätze, so dass er im Sommer 2008 für ein halbes Jahr an CSM Râmnicu Vâlcea in die Liga II ausgeliehen wurde. Nach seiner Rückkehr häuften sich die Einsätze, in der Saison 2009/10 wurde er schließlich zur Stammkraft.
Im Sommer 2011 verließ Grecu Târgu Jiu und wechselte zum Ligakonkurrenten Universitatea Cluj. Nachdem er dort in der gesamten Rückrunde 2011/12 nicht zum Einsatz gekommen war, schloss er sich im Sommer 2012 Petrolul Ploiești an. Auch hier kam er nur selten zum Einsatz. Den Pokalsieg seines Klubs erlebte er von der Ersatzbank aus. Anschließend wechselte er zu Dinamo Bukarest. Anfang 2015 wurde sein Vertrag aufgelöst. Kurz darauf heuerte er bei Ligakonkurrent Pandurii Târgu Jiu an. Dort kam er erstmals am Saisonende 2014/15 zum Zuge. Auch die Vorrunde 2015/16 erlebte er meist von der Ersatzbank aus. Erst in der Meisterrunde stand er häufiger in den Startformation von Trainer Eduard Iordănescu. Erst unter Petre Grigoraș kam er in der Spielzeit 2016/17 regelmäßig zum Einsatz. Ende 2016 löste er seinen Vertrag bei Pandurii auf. Nach einem halben Jahr ohne Engagement schloss er sich Aufsteiger Sepsi OSK Sfântu Gheorghe an. Dort blieb er bis Ende 2017.

## Nationalmannschaft
Anfang 2012 wurde Grecu von Nationaltrainer Victor Pițurcă für ein Freundschaftsspiel der rumänischen Nationalmannschaft gegen Turkmenistan eingeladen und am 27. Januar 2012 über die vollen Spielzeit eingesetzt. Zum nachfolgenden Spiel gegen Uruguay am 29. Februar 2012 wurde er von Pițurcă zwar nominiert, nicht aber eingesetzt.

## Erfolge
- Rumänischer Pokalsieger: 2013